# Giorgi Latsabidze
Giorgi Latsabidze (født 15. april 1978 i Tbilisi) er en georgisk pianist og komponist, der også er kendt under navnet Giorgi Latso.
Latsabidze begyndte allerede at spille musik, da han var tre år gammel. Han har bl.a. indspillet klassiske værker af Frédéric Chopin, Franz Liszt og Claude Debussy. Latsabidze begyndte at tage klaverlektioner i en alder af seks år. Han var elev hos Rusudan Chodzava på musikkonservatoriet i Tbilisi, og senere studerede han hos Gerrit Zitterbart i Hannover, Lazar Berman i Firenze og Stewart L. Gordon (en) i Los Angeles.
Grammofonindspilninger af værker af Frédéric Chopin, Franz Liszt o.a. findes genudgivet på DVD/CD.

## Diskografi
- 2005: Giorgi Latsabidze auf dem Spuren von Wolfgang Amadeus Mozart (K-TV Austria)
- 2007: Twilight's Grace
- 2009: Latsabidze The Recital Onward Entertainment, LLC 2009 (Los Angeles, CA)
- 2010: Claude Debussy: 12 Préludes. (Book II) – CD & DVD; Los Angeles, LLC 2010.